# Lomana LuaLua
Lomana Trésor LuaLua (Kinshasa, 1980. december 28. –) Kongói Demokratikus Köztársaságbeli labdarúgó, csatár. A török Kardemir Karabükspor, valamint a Kongói Demokratikus Köztársaság labdarúgó-válogatottjának játékosa.

## Pályafutása
LuaLua 1998 szeptemberében csatlakozott a Colchester United csapatához, ahol összesen 68 mérkőzésen 21 gólt ért el. 2000-ben 2,25 millió fontért igazolt a Newcastle Unitedbe, ahova négyéves szerződés kötötte. 2000 szeptemberében mutatkozott be a csapatban a Charlton Athletic ellen 1–0-ra elvesztett mérkőzésen. LuaLua 88 mérkőzésen mindössze 9 gólt lőtt. 2004-ben kölcsönszerződés keretében a Portsmouth csapatába igazolt, ahol góllal mutatkozott be a Tottenham Hotspur ellen 4–3-ra elvesztett mérkőzésen. A szezon végén Harry Redknapp 1,75 millió fontért leigazolta.
2007 augusztusában távozott a Angliából. 2,8 millió fontért a görög Olimbiakósz csapatához igazolt, és hároméves szerződést írt alá. 2007 szeptemberében mutatkozott be a csapatban egy Panathinaikósz elleni, döntetlenre végződött bajnoki rangadón. A piros-fehér együttesben összesen 30 mérkőzésen lépett pályára, ezeken 6 gólt ért el.
Rövid sérülés után a katari al-Arabi csapatához igazolt 2008 júliusában, majd a bajnoki idényt követően visszatért az Olimbiakószhoz. 2010 nyarán a ciprusi Omónia játékosa lett, a 2011–2012-es szezont pedig már az angol Blackpool FC-nél töltötte.
2012 nyarán Törökországba, a Kardemir Karabüksporhoz igazolt.

### Érdekességek
Lualua gólörömében egy cigánykerék után több kézen átfordulásból hátraszaltózik, de van, hogy szimpla előre- vagy hátraszaltóval szórakoztatja a közönséget.
Öccse is profi labdarúgó, aki régi klubjában, a Newcastle Unitedben játszik, unokatestvére, Tresor Kandol pedig a Leeds United labdarúgója.

## Külső hivatkozások
- Ismertetője a soccerod.com honlapján